# Moira Buffini
Moira Buffini, née à Carlisle (comté de Cumbria, en Angleterre) en 1965, est une dramaturge anglaise, aussi réalisatrice et actrice.

## Filmographie partielle

### Dramaturgie
- 2010 : Tamara Drewe
- 2011 : Jane Eyre
- 2013 : Byzantium d'après sa pièce A Vampire Story
- 2017 : Le Dernier Vice-Roi des Indes
- 2017-2019 : Les Filles de joie
- 2021 : The Dig

## Œuvres littéraires

### SérieThe Torch Light
1. (en) Songlight, 2024